# Simon Vendramin
Simon Vendramin je poveljnik Gasilske enote Nova Gorica. Poveljeval je intervencijam pri požaru na Krasu 2022 in 2024.
Imenovan je bil za Ime tedna v juliju leta 2022.